# Scopula suppressaria
Scopula suppressaria là một loài bướm đêm trong họ Geometridae.